# Herbert Chapman
Herbert Chapman (Kiveton Park, Yorkshire, 19 de enero de 1878-Hendon, Middlesex, 6 de enero de 1934) fue un jugador y entrenador de fútbol inglés. A pesar de tener una carrera como futbolista sin grandes distinciones, llegó a convertirse en uno de los técnicos más exitosos e influyentes del fútbol de Inglaterra a principios del siglo XX, antes de su repentina muerte en 1934.
Como jugador militó en varios equipos, pero en ninguno ganó algún trofeo importante, y realizó menos de 40 apariciones en la liga en el transcurso de una década. Sin embargo, tuvo éxito como entrenador, primero en el Northampton Town entre 1908 y 1912, a quienes guio al título de la Southern League. Esto llamó la atención de clubes más grandes, y fichó por el Leeds City, que mejoró su desempeño con Chapman a cargo hasta la llegada de la Primera Guerra Mundial. Cuando la guerra terminó, el equipo estuvo implicado en irregularidades financieras y Chapman terminó expulsado del fútbol de por vida. En 1920 apeló con éxito a su castigo, y al año siguiente asumió como técnico del Huddersfield Town, con el que consiguió una FA Cup y dos títulos de Primera División en un periodo de cuatro años.
Llegó a Arsenal en 1925, y llevó al equipo a su primera victoria en la FA Cup, y a dos títulos de liga. Su trabajo llevó al cuadro londinense a ser la fuerza dominante del fútbol inglés en los años 1930 —ganarían cinco títulos de liga— pero no vivió lo suficiente para verlo, ya que murió de forma repentina de neumonía en 1934, a la edad de 55 años.
Introdujo nuevas tácticas y técnicas de entrenamiento a Inglaterra, y además, fue el impulsor de varias innovaciones como la existencia de la luz artificial en los campos de juego, las competiciones de clubes europeos, y el uso de los dorsales.

## Palmarés

### Campeonatos nacionales
| Título         | Club              | País       | Año  |
| -------------- | ----------------- | ---------- | ---- |
| FA Cup         | Huddersfield Town | Inglaterra | 1922 |
| First Division | Huddersfield Town | Inglaterra | 1924 |
| First Division | Huddersfield Town | Inglaterra | 1925 |
| FA Cup         | Arsenal           | Inglaterra | 1930 |
| First Division | Arsenal           | Inglaterra | 1931 |
| First Division | Arsenal           | Inglaterra | 1933 |

### Campeonatos regionales
| Título          | Club             | País       | Año  |
| --------------- | ---------------- | ---------- | ---- |
| Southern League | Northampton Town | Inglaterra | 1909 |

### Distinciones individuales

#### Clasificaciones de los mejores entrenadores de todos los tiempos
| Premio          | Posición | Top 10 | Año  | Referencias |
| --------------- | -------- | ------ | ---- | ----------- |
| World Soccer    | 9°       | Sí     | 2013 | [ 6 ] [ 7 ] |
| France Football | 24°      | No     | 2019 | [ 8 ] [ 9 ] |